# Camaridium ctenostachys
Camaridium ctenostachys är en orkidéart som först beskrevs av Heinrich Gustav Reichenbach, och fick sitt nu gällande namn av Rudolf Schlechter. Camaridium ctenostachys ingår i släktet Camaridium och familjen orkidéer. Inga underarter finns listade i Catalogue of Life.